# Eraldo
Eraldo  è un nome proprio di persona italiano maschile.

## Varianti
- Femminili: Eralda[1]

## Origine e diffusione
Nome di origine germanica, ma dall'interpretazione dubbia; potrebbe costituire una variante di Erardo oppure di Araldo; in alternativa, potrebbe essere composto da harja (o hari, "esercito", "armata", comune anche agli altri due nomi citati) e da ald ("vecchio", "saggio"). 

## Onomastico
Un beato Eraldo o Airaldo, certosino, vescovo di San Giovanni di Moriana intorno al 1125, è commemorato in alcune agiografie il 25 giugno o l'8 gennaio

## Persone

Eraldo Monzeglio

Eraldo Pecci

- Eraldo Affinati, scrittore italiano
- Eraldo Baldini, scrittore italiano
- Eraldo Bedendo, calciatore e allenatore di calcio italiano
- Eraldo Bernocchi, musicista italiano
- Eraldo Bocci, ciclista su strada italiano
- Eraldo Borrini, calciatore italiano
- Eraldo Da Roma, montatore italiano
- Eraldo Fico, operaio e partigiano italiano
- Eraldo Fozzer, scultore italiano
- Eraldo Giunchi, attore italiano
- Eraldo Isidori, politico italiano
- Eraldo Mancin, calciatore italiano
- Eraldo Miscia, scrittore, poeta e critico letterario italiano
- Eraldo Monzeglio, calciatore e allenatore di calcio italiano
- Eraldo Pangrazi, calciatore e allenatore di calcio italiano
- Eraldo Patrucco, calciatore italiano
- Eraldo Pecci, calciatore, editorialista e commentatore televisivo italiano
- Eraldo Pizzo, pallanuotista italiano
- Eraldo Soncini, vittima della Strage di Piazzale Loreto
- Eraldo Turra, comico italiano
- Eraldo Volontè, sassofonista italiano

### Variante femminile Eralda
- Eralda Hitaj, modella albanese